# Transavia France
Transavia France ist eine französische Fluggesellschaft mit Sitz in Paray-Vieille-Poste und Basis auf dem Flughafen Paris-Orly.

## Geschichte
Transavia France wurde im Jahr 2007 gegründet und befindet sich zu 60 % im Besitz von Air France und zu 40 % von Transavia Airlines. Die Flugzeuge sind anhand der Bemalung nicht von den Maschinen der Transavia Airlines zu unterscheiden. Der Betrieb begann am 12. Mai 2007 mit einem Flug von Paris-Orly nach Puerto auf Teneriffa.

## Flugziele
Transavia France bedient von vielen französischen Flughäfen vor allem europäische und nordafrikanische Urlaubsziele.
Im deutschsprachigen Raum werden München, Berlin und Wien angeflogen.
In Lyon, Montpellier, Nantes und Paris-Orly unterhält Transavia France Basen.

## Flotte

### Aktuelle Flotte
Mit Stand Mai 2025 besteht die Flotte der Transavia France aus 85 Flugzeugen mit einem Durchschnittsalter von 9,6 Jahren:
| Flugzeugtyp    | Anzahl | bestellt | Anmerkungen                                                              | Sitzplätze | Durchschnittsalter |
| -------------- | ------ | -------- | ------------------------------------------------------------------------ | ---------- | ------------------ |
| Airbus A320neo | 17     | 6        | aus Bestellung der Air France-KLM über 100 Flugzeuge der A320neo-Familie | 186        | 00,6 Jahre         |
| Boeing 737-800 | 68     | 0        | mit Winglets ausgestattet; eine inaktiv                                  | 189        | 11,8 Jahre         |
| Gesamt         | 85     | 6        |                                                                          |            | 09,6 Jahre         |

### Zuvor eingesetzte Flugzeuge
- 4 Airbus A320-200 (von Air France geleast)